# أوسبورن بي. وايزمان
أوسبورن بي. وايزمان (بالإنجليزية: Osborne B. Wiseman)‏ هو ضابط أمريكي، ولد في 20 فبراير 1915 في زانيسفيل في الولايات المتحدة، وتوفي في 4 يونيو 1942 في جزر الميدواي في الولايات المتحدة.